# Рецензування
Рецензування (від лат. recensio — розгляд) — анонімний розбір і оцінка оригінального наукового, науково-популярного або художнього (літературного, театрального, музичного, кінематографічного і т. д.) твору; жанр газетно-журнальної публіцистики і літературної критики іншими експертами в певній галузі науки. Використовується видавцями для незалежного відбору і оцінки представлених рукописів, а також різними фондами при ухваленні рішення про виділення засобів на дослідження. 
Мета рецензування — упевнитися і в необхідних випадках домогтися від автора відповідності до стандартів, прийнятих в конкретній галузі науки або у науці в цілому. Публікація досліджень або творів, що не пройшли рецензування, часто сприймається з недовірливістю професіоналами в багатьох галузях.